# Jaromír Gebas
Jaromír Gebas (* 11. května 1953 Trutnov) je český pracovník Krkonošského národního parku, bývalý československý politik Komunistické strany Československa a poslanec Sněmovny lidu Federálního shromáždění po sametové revoluci.

## Biografie
Od roku 1973 pracoval ve správě KRNAP, kde vystřídal různé funkce, od roku 1977 je členem KSČ. Později si doplnil vzdělání a v roce 1985 získal titul inženýra na lesnické fakultě Vysoké školy zemědělské v Brně. Profesně je k roku 1990 uváděn jako náměstek ředitele KRNAP, bytem Špindlerův Mlýn.
V lednu 1990 zasedl v rámci procesu kooptací do Federálního shromáždění po sametové revoluci do Sněmovny lidu (volební obvod č. 79 - Trutnov, Východočeský kraj) jako poslanec za KSČ reprezentující novou garnituru nezatíženou normalizační politickou aktivitou. Mandát obhájil ve volbách roku 1990, nyní již za federalizovanou KSČM. Ve Federálním shromáždění setrval do konce funkčního období, tedy do voleb roku 1992.
Státní bezpečnost evidovala muže jeho jména a data narození jako agenta, krycí jméno MIREK. V závěrečné zprávě Parlamentní vyšetřovací komise pro objasnění událostí 17. listopadu 1989 bylo uvedeno jeho jméno jako agent, odmítl ale tehdy rezignovat.
Stále pracuje v Krkonošském národním parku, kde dle údajů k roku 2012 působil jako vedoucí oddělení Terénní a strážní služby.